# Hermanubis
Hermanubis (gr. Ἑρμανοῦβις Hermanoûbis) – synkretyczne grecko-egipskie bóstwo, powstałe w wyniku nałożenia się na siebie kultów Hermesa i Anubisa w okresie epoki hellenistycznej. Czczony jako przewodnik dusz zmarłych, przedstawiany był z psią głową oraz w greckim stroju i z atrybutem Hermesa – kaduceuszem.